# Sigmodontini
Sigmodontini – plemię ssaków z podrodziny bawełniaków (Sigmodontinae) w obrębie rodziny chomikowatych (Cricetidae). 

## Zasięg występowania
Plemię obejmuje gatunki występujące na terenie Ameryki Południowej, Ameryki Środkowej i w południowej części Ameryki Północnej.

## Podział systematyczny
Do plemienia należy jeden występujący współcześnie rodzaj:
- Sigmodon Say & Ord, 1825 – bawełniak

Opisano również rodzaj wymarły:
- Prosigmodon Jacobs & Lindsay, 1981[10]